# Chiloscyllium
Chiloscyllium es un género de elasmobranquios Orectolobiformes de la familia Hemiscylliidae . 

## Especies
Incluye un total de 8 especies descritas:
- Chiloscyllium arabicum Gubanov, 1980 (pintarroja colilarga arábiga)[3]
- Chiloscyllium burmensis Dingerkus & DeFino, 1983 (pintarroja colilarga birmana)[4]
- Chiloscyllium caeruleopunctatum Pellegrin, 1914[5]
- Chiloscyllium griseum (pintarroja colilarga gris) Müller & Henle, 1838[6]
- Chiloscyllium hasselti (pintarroja colilarga indonesia)  Bleeker, 1852[7]
- Chiloscyllium indicum (pintarroja colilarga esbelta) (Gmelin, 1789)[8]
- Chiloscyllium plagiosum (pintarroja colilarga de manchas blancas) (Anónimo [Bennett], 1830)  [9]
- Chiloscyllium punctatum (pintarroja colilarga de bambú) Müller & Henle, 1838[10]

## Véase también

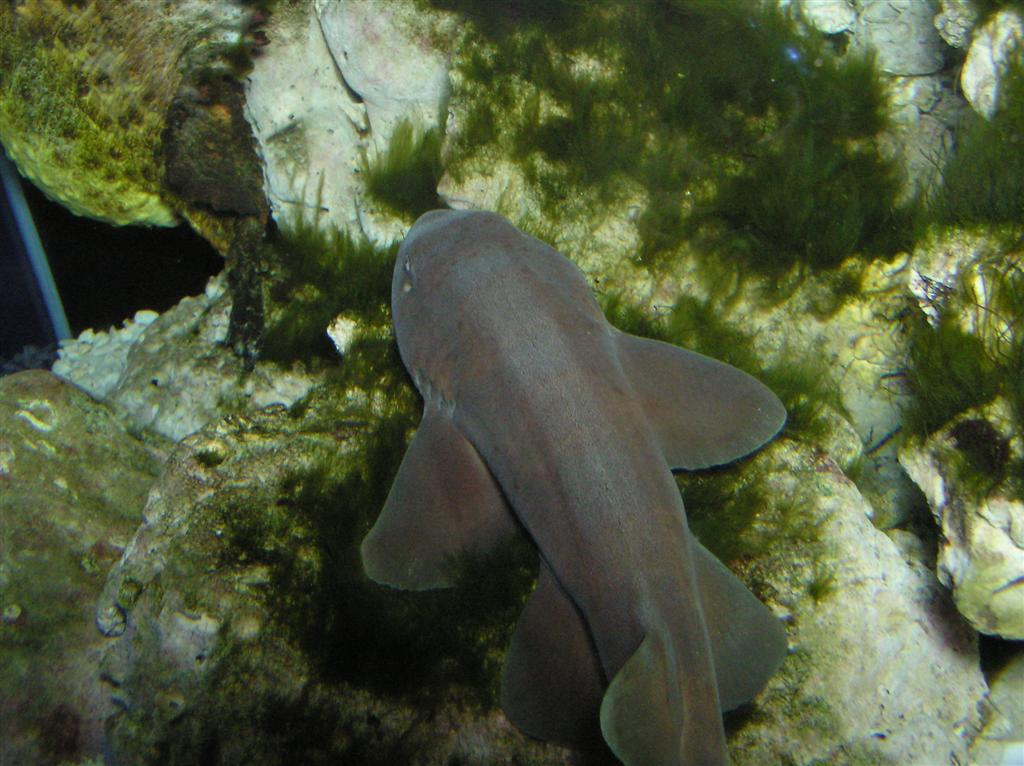
Chiloscyllium griseum